# Червонка (Козеницький повіт)
Червонка (пол. Czerwonka) — село в Польщі, у гміні Ґрабув-над-Пилицею Козеницького повіту Мазовецького воєводства.
Населення — 99 осіб (2011).
У 1975-1998 роках село належало до Радомського воєводства.

## Демографія
Демографічна структура станом на 31 березня 2011 року:
|          | Загалом | Допрацездатний вік | Працездатний вік | Постпрацездатний вік |
| -------- | ------- | ------------------ | ---------------- | -------------------- |
| Чоловіки | 46      | 10                 | 28               | 8                    |
| Жінки    | 53      | 12                 | 28               | 13                   |
| Разом    | 99      | 22                 | 56               | 21                   |